# Revolta no Cuzistão em 1979
A revolta no Cuzistão em 1979 foi uma das insurreições de âmbito nacional no Irã que eclodiu na sequência da Revolução Iraniana. Os distúrbios foram alimentados pelas exigências árabes de autonomia.  A revolta foi efetivamente reprimida pelas forças de segurança iranianas, resultando em mais de uma centena de pessoas de ambos os lados mortas.

## Antecedentes
Os árabes do Irã estão em grande parte concentrados na província do Cuzistão e numeram entre meio milhão a 2 milhões.  No Cuzistão, os árabes têm formado um grupo étnico dominante em Shadegan, Hoveyzeh e Susangerd, uma maioria em Mahshahr e Khorramshahr, uma minoria em Abadã e, juntamente com os persas, os árabes são um dos dois principais grupos étnicos em Ahvaz. 
Dentro do Irã, a relação comunitária entre a maioria persa e as minorias étnicas parece ter mudado quando a República Islâmica foi criada em 1979. Em parte, isso foi resultado da identificação da comunidade persa com o Estado islâmico. 

## Historia
Na sequência dos acontecimentos da Revolução Iraniana, guerrilhas marxistas e partidos federalistas se revoltaram em algumas regiões que compreendem o Cuzistão, o Curdistão e Gonbad-e Qabus, o que resultou em confrontos entre vários grupos rebeldes e as forças revolucionárias. A maior rebelião pelos curdos se desenrolou no oeste (Curdistão iraniano), embora o Pasdaran também confrontou com árabes, turcomanos e balúchis.  Estas revoltas começaram em abril de 1979 e duraram dentre vários meses a um ano, dependendo da região. Nos primeiros dias do conflito comunitário, o regime contou com voluntários das comunidades persas e azeris para enfrentar as rebeliões dos curdos, baluchis e turcomanos.  No final de abril e em maio 1979, os árabes do Cuzistão começaram protestos contra a discriminação, o que levou o regime a enviar unidades do Pasdaran para auxiliar o pessoal da marinha e da força aérea já implantada (em Khorramshahr) para  conter a violência.  De acordo com a edição do EIR News Service a partir de dezembro de 1979, enquanto que "metade do Irã" estava em rebelião, a situação na província do Cuzistão já tinha se acalmado, apesar de tribos árabes sunitas e bakhtiari estarem supostamente em desacordo com o regime de Khomeini.

## Consequências
Uma das conseqüências da revolta árabe no  Cuzistão foi o cerco da embaixada iraniana que ocorreu de 30 de abril a 5 de maio de 1980, após um grupo de seis homens armados invadirem a embaixada iraniana em South Kensington, em Londres. Os militantes tomaram 26 pessoas  reféns – principalmente funcionários da embaixada, mas vários visitantes e um agente da polícia, que estava protegendo a embaixada, também foram retidos. Os sequestradores, membros de um grupo em campanha para a autonomia da província do Cuzistão do Irã, exigiu a libertação de prisioneiros árabes de prisões no  Cuzistão e o seu próprio trajeto seguro para fora do Reino Unido. O governo britânico rapidamente decidiu que a passagem segura não seria concedida, e um cerco se seguiu. Durante a invasão de 17 minutos, o Serviço Aéreo Especial  (SAS) resgatou todos, menos um dos reféns restantes, e matou cinco dos seis terroristas. Os soldados posteriormente enfrentaram acusações de que eles desnecessariamente mataram dois dos terroristas, mas um inquérito sobre as mortes eventualmente absolveu o SAS de qualquer delito. O terrorista sobrevivente foi processado e cumpriu  27 anos em prisões britânicas. 
Mais tarde, em 1980, a província do Cuzistão tornou-se cenario central da Guerra Irã-Iraque, que conduziu ao obscurecimento de um conflito interno, apesar das esperanças iraquianas de incitar uma rebelião em larga escala por árabes sunitas do Cuzistão, que eventualmente se tornou imprecisa.  A anexação da província do Cuzistão, na verdade estava entre as quatro metas principais da invasão iraquiana do Irã em 1980. 
As tensões entre o governo iraniano e a população árabe do Cuzistão tem esporadicamente estourado em violência nas próximas décadas. Em 2005, violentos distúrbios eclodiram na província, concentrando-se na área de Ahvaz. Como resultado, várias pessoas morreram e detenções de grande escala foram efetuadas pelas autoridades iranianas. Na sequência dos acontecimentos, uma série de atentados ocorreu no  Cuzistão e em cidades de todo o Irã, alegando 28 vítimas. A responsabilidade pelos atentados foi reivindicada por separatistas árabes de Ahvaz.